# 神户市外国语大学短期大学部
神户市外国语大学短期大学部（日语：／ Kōbeshi Gaikokugo Daigaku Tankidaigakubu *）是过去一所位于日本兵库县神户市滩区的公立短期大学。

## 概要

### 简介
- 学校最早可以追溯到1946年[1]。短期大学为于1950年开办[1]、由神户市经营。招生到1952年[1]、停办于1955年[2]。为男女同校

### 历史
- 1950年 神户市外国语大学短期大学部成立并同时设置一个学科即英语商业科第二部[3]。
- 1952年 招生最后[3]、次年停止招生（正式停办于1955年10月20日[2]）。

## 学校环境
- 校区：在了兵库县神户市滩区[注 1]

## 历任校长
- 木方庸助：最后现在短期大学校长[3]

## 组织

### 学科
- 英语商业科

### 专科
| - 没有 |

### 业余课程
| - 没有 |

## 相关链接
- 日本短期大学列表